# Ypthima elongatum
Ypthima elongatum är en fjärilsart som beskrevs av Matsumura 1929. Ypthima elongatum ingår i släktet Ypthima och familjen praktfjärilar. Inga underarter finns listade i Catalogue of Life.